# اسکای گابون
اسکای گابون (به انگلیسی: Sky Gabon) یک شرکت هواپیمایی با کد یاتا GV است که در ۲۰۰۶ میلادی تأسیس شده‌است. دفتر مرکزی اسکای گابون در لیبرویل، گابن واقع شده‌است و قطب این شرکت هواپیمایی در فرودگاه بین‌المللی لیبرویله قرار دارد و به ۵ مقصد، پرواز انجام می‌دهد.